# Agustín de Iturbide y Green

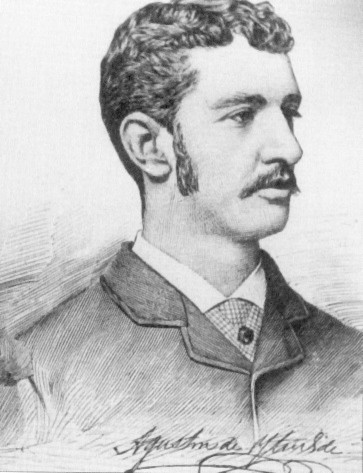
Agustín de Iturbide y Green um das Jahr 1900

Agustín de Iturbide y Green (* 2. April 1863 in Mexiko-Stadt, Mexiko; † 3. März 1925, Washington, D.C.) war Enkel des mexikanischen Kaisers Agustín de Iturbide. Seine Eltern waren  Don Ángel María de Iturbide y Huarte (1816–1872) und dessen US-amerikanische Gattin Alice Green (um 1836–1892).
Die Truppen des französischen Kaisers Napoléon III. besetzten Mexiko  und installierten nach einigen Wirren den Erzherzog Maximilian Ferdinand Joseph von Österreich als Kaiser Maximilian I. Dieser setzte – in dem Bemühen, seiner im Land unbeliebten Herrschaft höhere Legitimität zu verleihen – Agustín de Iturbide y Green am 13. September 1865 zu seinem offiziellen Thronerben ein. Agustín bekam den Titel Príncipe de Iturbide und die Anrede Seine Hoheit verliehen. Dieser Schritt brachte aber nicht den gewünschten Erfolg. Nach der Hinrichtung Maximilians am 19. Juni 1867 wurde Agustín Oberhaupt der kaiserlichen Familie, musste aber mit seinen Eltern nach England und später in die USA emigrieren. 
Großjährig geworden, verzichtete er auf seine Thronansprüche und kehrte nach Mexiko zurück. 1894 heiratete er in erster Ehe die Engländerin Lucy Eleanor Jackson (1862–1940). Er diente zeitweilig in der mexikanischen Armee. Weil er den amtierenden Präsidenten Porfirio Díaz öffentlich kritisierte, wurde er 1890 verhaftet. Díaz verbannte ihn erneut ins Exil in die Vereinigten Staaten, wo er 1915 in zweiter Ehe die Amerikanerin Mary Louise Kearney (1872–1967) heiratete.
Agustín de Iturbide y Green starb 1925 in Washington, D.C. Da Agustín keine leiblichen Kinder hatte, gingen die Thron-Ansprüche auf die Tochter seines Cousins über.